# Veliko Vukovje
Veliko Vukovje – wieś w Chorwacji, w żupanii bielowarsko-bilogorskiej, w mieście Garešnica. W 2011 roku liczyła 251 mieszkańców.